# Истинска красота
„Истинска красота“ (на корейски: 여신강림, Yeosin-gangnim; на английски: True Beauty) е южнокорейски сериал, който се излъчва от 9 декември 2020 до 4 февруари 2021 г. по tvN.

## Сюжет
Внимание:  Текстът по-долу разкрива сюжета на произведението (или части от него)!
18-годишната ученичка в гимназията Им Джу Гьонг, която има комплекс за малоценност по отношение на външния си вид, е постоянно дискриминирана от семейството си и тормозена от връстниците си, защото е възприемана като грозна. Тя започва да се учи как да използва грим, като гледа в интернет видеоклипове с обучителни уроци за гримиране. Овладява изкуството на гримирането непосредствено преди да се прехвърли в новото си училище. Така преобразяването ѝ се оказва трансформиращо, а славата ѝ сред връсниците ѝ нараства, като те дори започват да я наричат „богиня“.
Въпреки новооткритата си популярност, Джу Гьонг все още се смята за грозна и най-големият ѝ страх е връстниците ѝ да видят истинското ѝ лице. Това за съжаление се сбъдва, когато нейният елегантен красив съученик И Су Хо, когото преди това е срещала с голото си лице няколко пъти, я разпознава отвъд грима. Су Хо е много популярен сред ученичките в училище, но мрази да бъде постоянен център на внимание. Той има свои собствени страхове и крие тъмна тайна – трагичен инцидент в миналото, който го преследва отдавна. Су Хо и бившият му най-добър приятел Хан Со Джун се дистанцираха един от друг заради този инцидент. Джу Гьонг и двамата отчуждени приятели скоро създават невероятна връзка, докато разкриват тайни, споделят своите болки, израстват заедно и търсят утеха един от друг.

## Актьори
- Му Га-йонг – Им Джу Гьонг
- Ча Ън-у – И Су Хо
- Хуанг Ин-йоп – Хан Со Джун
- Пак Ю-на – Кан Су Джин
- Чанг Хье Джин – Хонг Хьон Сук
- Пак Хо Сан – Им Дже Пил
- Им Се Ми – Им Хи Кьонг
- Ким Мин Ги – Им Джу Йонг
- Чонг Джун Хо – И Джу Хон